# Hislopia malayensis
Hislopia malayensis is een mosdiertjessoort uit de familie van de Hislopiidae. De wetenschappelijke naam van de soort is voor het eerst geldig gepubliceerd in 1916 door Annandale.